# هانس مایر (قایقران روئینگ)
هانس مایر (آلمانی: Hans Maier؛ ۱۳ ژوئن ۱۹۰۹ – ۶ مارس ۱۹۴۳) قایقران روئینگ اهل آلمان بود.
وی در مسابقات کشوری و بین‌المللی در مجموع برندهٔ ۱ مدال طلا، ۱ مدال نقره شده‌است.